# Důl Krasnolymanska
Důl Krasnolymanska  je černouhelný důl, který se nachází na jihovýchodě Ukrajiny v Doněcké oblasti. Důl byl otevřen v roce 1951. Předpokládalo se v roce 2001, že zásoba dolu činila 85,1 milionů tun uhlí. V dole došlo v roce 2015 k úniku methanu.